# ألبيشت دي موستيل
ألبيشت دي موستيل هي بلدية تقع في إقليم أرجيش في رومانيا.

## السكان
حسب إحصائيات 2002 بلغ عدد سكان القرية 4,553 نسمة.